# Pierre Petit (Fotograf)

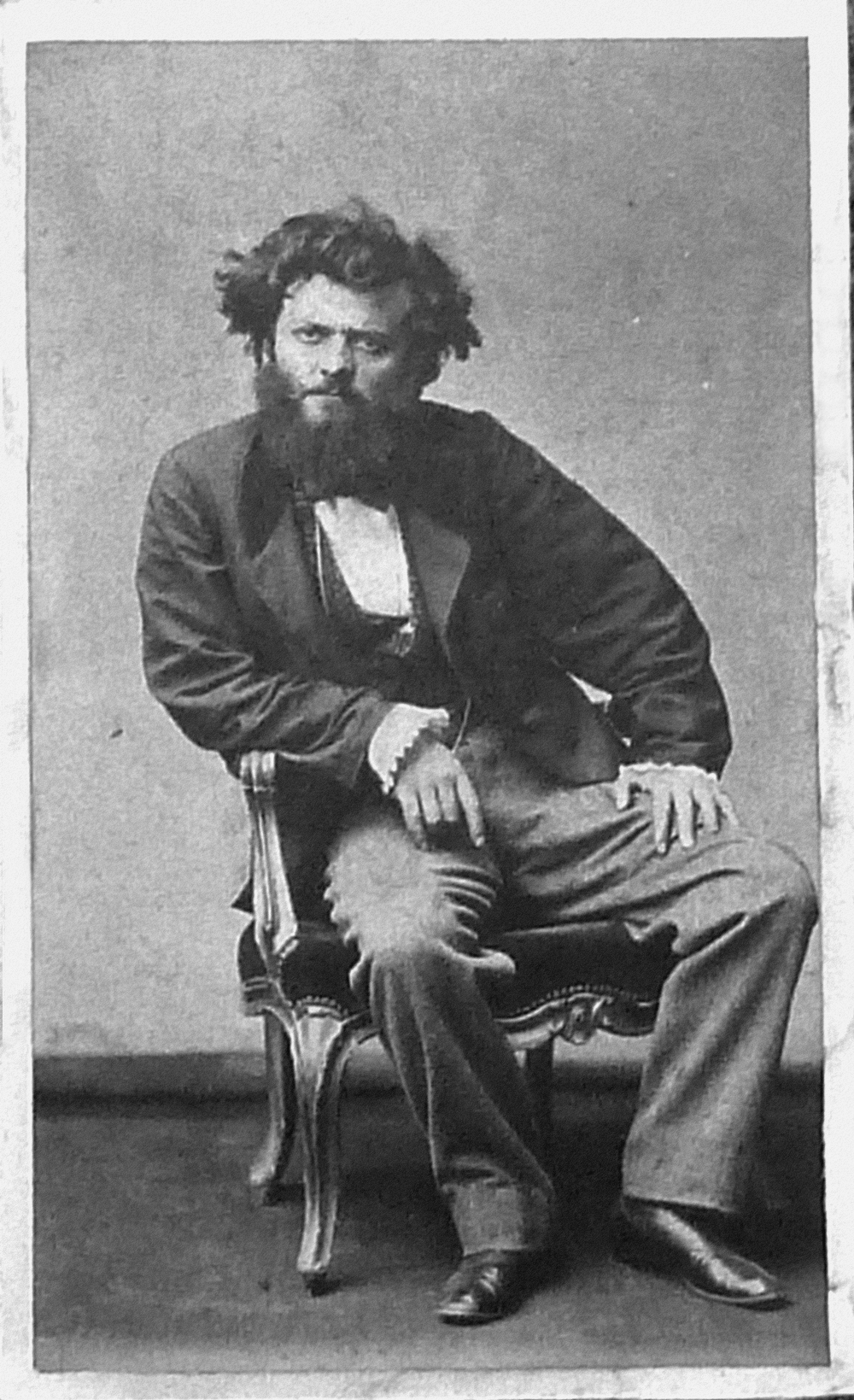
Pierre Petit, Selbstporträt um 1870

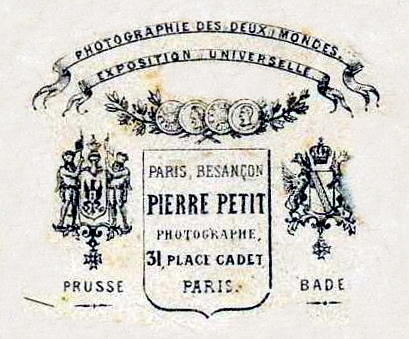
Firmensignet

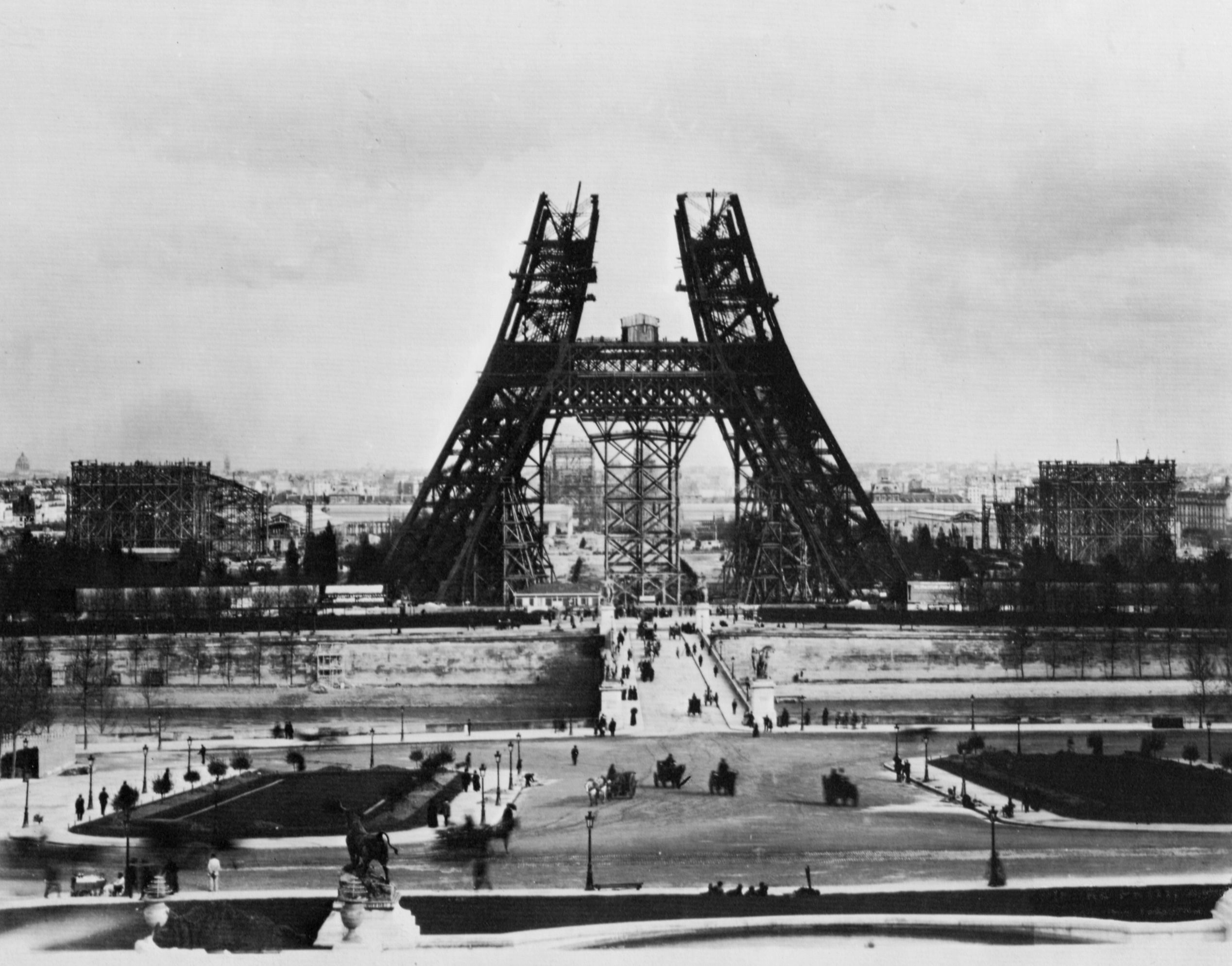
Meisterwerk der Fotografie:
Dokumentation des Baus des Eiffelturm von Pierre Petit, 1888

Pierre Lanith Petit, auch Pierre Lamy Petit (* 15. August 1832 in Aups, Département Var; † 16. Februar 1909 in Paris) war ein französischer Fotograf.

## Leben und Wirken
Pierre Petit erlernte sein Handwerk im Pariser Atelier von Eugène Disdéri. 1858 eröffnete er zusammen mit Antoine-René Trinquart in der Rue Cadet im 9. Pariser Arrondissement sein eigenes Atelier. Bald wurden Filialen in Baden-Baden und in Marseille eingeweiht.
Petit war offizieller Fotograf auf der Pariser Weltausstellung 1867. Mehrmals suchte er New York auf und dokumentierte dort die Baufortschritte an der Freiheitsstatue. Etliche Fotos der Belagerung von Paris aus den Jahren 1870/1871 sowie vom Bau des Eiffelturms 1887–1889 stammen von Petit. Bereits 1898 wagte sich der Fotopionier an die Unterwasserfotografie. Petit war seit 1875 produktives Mitglied der Société française de photographie.
1908 übergab er das Geschäft an seinen Sohn, der es bis 1920 führte.
Pierre Petits Werke hängen im Musée Nicéphore-Niépce, im Musée d’Orsay, in der National Portrait Gallery in London und in der Bibliothèque nationale de France.
Die Franzosen hatten für Pierre Petit den Spitznamen Collodion le chevelu.

## Ehrung
- 23. Juli 1881: Ritter der Ehrenlegion

## Anmerkung
1. ↑  
Collodion le chevelu – Der Name des langhaarigen Königs Chlodio (frz. Clodion le Chevelu) wurde verballhornt: Aus Clodion wurde Kollodium (frz. Collodion).